# Gouvernement national de transition
mai 2000 – 6 avril 2004
Entités précédentes :
- Gouvernement intérimaire (1997)
- Aucun gouvernement (1997-2000)

Entités suivantes :
- Gouvernement fédéral de transition

Le Gouvernement national de transition est le gouvernement de la Somalie qui est reconnu par la communauté internationale de 2000 à 2004. Il est mis en place après 3 ans d'absence de gouvernement dans le pays.

## Historique

### Contexte
Après la chute de Mohamed Siad Barre et de la République démocratique somalie lors de la guerre civile en 1991, un gouvernement intérimaire dirigé par Ali Mahdi Mohamed est mis en place mais ce dernier perd le contrôle de la totalité du pays. Il quitte le pouvoir en 1997 et aucun gouvernement ne sera mis en place jusqu'en 2000.

### Création et disparition
Le Gouvernement national de transition est créé en mai 2000 lors de la Conférence nationale de paix en Somalie. Abdiqasim Salad Hassan est élu président par les chefs de clans.
Face à l'impossibilité du gouvernement de s'imposer et à la demande d'autonomie des régions de la Somalie une Charte de transition est signée le 6 avril 2004 et le Gouvernement fédéral de transition est créée transformant la Somalie en État fédéral.